# The Post: Secretele Pentagonului
The Post: Secretele Pentagonului este un film american din 2017 regizat și produs de Steven Spielberg și scris de Liz Hannah și Josh Singer, creat în genul thriller politic istoric. O are ca actriță principală pe Meryl Streep în rolul Katharine Graham, prima femeie care conduce un mare ziar american, și pe Tom Hanks, în rolul Ben Bradlee, editorul executiv al ziarului The Washington Post. Alți actori în roluri secundare sunt Sarah Paulson, Bob Odenkirk, Tracy Letts, Bradley Whitford, David Cross, Bruce Greenwood, Carrie Coon și Matthew Rhys. Acțiunea se desfășoară în 1971, filmul descriind adevărata poveste a încercărilor jurnaliștilor de la The Washington Post de a publica documente clasificate ale Pentagonului, cu privire la implicarea timp de 30 de ani a guvernului Statelor Unite în războiul din Vietnam.
Filmările au început în New York în mai 2017. Filmul a avut premiera la Newseum, la Washington, DC, la 14 decembrie 2017, și a avut o lansare limitată în Statele Unite, la 22 decembrie 2017. A intrat în toate cinematografele pe 12 ianuarie 2018, încasând 178 milioane de dolari în întreaga lume. 
Filmul a primit în principal recenzii pozitive; criticii au apreciat reprezentațiile (în special cele ale lui Streep, Hanks și Odenkirk) și au descris referințele și aluziile la președințiile lui Richard Nixon și ale lui Donald Trump. The Post a fost ales de National Board of Review ca fiind cel mai bun film din 2017 și a fost inclus printre primele 10 filme ale anului de către Time și de Institutul American de Film. Filmul a fost nominalizat pentru cel mai bun film și cea mai bună actriță (pentru Streep) la cea de-a 90-a ediție a Premiilor Oscar și a primit șase nominalizări la Globul de Aur: cel mai bun film - dramă, cel mai bun regizor, cea mai bună actriță - dramă (pentru Streep), cel mai bun actor - dramă (pentru Hanks), cel mai bun scenariu și cea mai bună coloană sonoră.

## Prezentare
În 1966, în timpul războiului din Vietnam, analistul militar al Departamentului de Stat, Daniel Ellsberg, însoțește trupele americane în luptă, documentând progresul activităților militare ale SUA în regiune pentru secretarul de apărare, Robert McNamara. În timpul zborului spre casă, McNamara le prezintă lui Ellsberg și lui William Macomber punctul lui de vedere. El crede că războiul din Vietnam este fără speranță, totuși, la aterizare, spune presei că are toată încrederea în efortul de război. Ellsberg devine deziluzionat auzind această declarație. Câțiva ani mai târziu, în calitate de antreprenor militar civil care lucra pentru RAND Corporation, Ellsberg fotocopiază în mod secret rapoarte clasificate care documentau lunga implicare, timp de decenii, a țării în conflictul din Vietnam, datând din timpul administrației Truman. Ellsberg dă aceste documente reporterilor de la The New York Times. 
În 1971, moștenitoarea ziarului Katharine Graham încearcă să-și echilibreze viața socială cu responsabilitatea ei ca proprietar și editor al ziarului The Washington Post, după moartea soțului ei, Phil Graham, și a tatălui ei, Eugene Meyer. Este îngrijorată de pregătirile pentru lansarea pe bursă a ziarului, o mișcare pe care ea o recunoaște ca fiind importantă pentru consolidarea stabilității economice a ziaruluii. Graham nu are experiență și este frecvent dominată de bărbați mai încrezători care o consiliază sau lucrează pentru ea, cum ar fi redactorul-șef Ben Bradlee și membrul în consiliul de administrație Arthur Parsons. Bradlee încearcă, în zadar, să egaleze abilitatea New York Times de a obține știrile senzaționale în timp ce McNamara, vechiul prieten al lui Graham, o anunță că va fi subiectul unei știri nefondate ce va publicate de către Times. Povestea se dovedește a fi o expunere a înșelăciunii pe termen lung a guvernului față de publicul american. Cu toate acestea, seria dezvăluirilor este oprită de o hotărâre judecătorească împotriva publicării ulterioare de către Times.
Editorul asistent de la Post Ben Bagdikian descoperă că Ellsberg este sursa dezvăluirilor, acesta oferind copii ale aceluiași material dat celor de la Times. O echipă de reporteri selectată de la Post sortează prin grămezi de hârtii, căutând știrile importante. Avocații ziarului sfătuiesc ca materialele să nu fie publicate, pentru ca administrația Nixon să nu poată aduce acuzații penale împotriva lor. Graham discută cu McNamara, Bradlee, și cu directorul ziarului Fritz Beebe, luptându-se asupra luării deciziei de a publica documentele. Situația este și mai complicată atunci când avocații ziarului descoperă că sursa lui Bagdikian este aceeași cu cea de la Times, putând, probabil, să o ducă pe Graham în fața instanței. În cazul în care sunt aduse acuzații împotriva companiei, Graham ar putea distruge ziarul pe care îl consideră o moștenire familială. În mod alternativ, dacă ar câștiga orice proces juridic, ziarul ar putea să fie confirmat ca o instituție jurnalistică importantă. Ea alege să publice informațiile.
Casa Albă se răzbună și, în scurt timp, Post și Times apar împreună în fața Curții Supreme de Justiție pentru a-și susține argumentul primului amendament pentru dreptul de a publica materialul. Între timp, ziarele din întreaga țară preiau povestea în solidaritate cu Post și Times. Curtea hotărăște cu 6 voturi la 3 în favoarea ziarelor, justificând decizia lui Graham. În scurt timp, Nixon cere ca Post să fie interzis la Casa Albă. Un an mai târziu, gardianul Frank Wills descoperă o spargere în desfășurare la complexul Watergate.

## Distribuție
- Meryl Streep în rolul Katharine Graham
- Tom Hanks în rolul Ben Bradlee
- Sarah Paulson în rolul Antoinette "Tony" Pinchot Bradlee
- Bob Odenkirk în rolul Ben Bagdikian
- Tracy Letts în rolul Fritz Beebe
- Bradley Whitford în rolul Arthur Parsons
- Bruce Greenwood în rolul Robert McNamara
- Matthew Rhys în rolul Daniel Ellsberg
- Alison Brie în rolul Lally Graham
- Carrie Coon în rolul Meg Greenfield
- Jesse Plemons în rolul Roger Clark
- David Cross în rolul Howard Simons
- Michael Stuhlbarg în rolul A. M. Rosenthal
- Zach Woods în rolul Anthony Essaye
- Pat Healy în rolul Philip L. Geyelin
- John Rue în rolul Gene Patterson
- Rick Holmes în rolul Murrey Marder
- Philip Casnoff în rolul Chalmers Roberts
- Jessie Mueller în rolul Judith Martin
- Stark Sands în rolul Donald E. Graham
- Michael Cyril Creighton în rolul Jake
- Brent Langdon în rolul Paul Ignatius
- Gary Wilmes în rolul Punch Sulzberger
- Christopher Innvar în rolul James L. Greenfield
- James Riordan în rolul viceamiralul Joseph Francis Blouin
- Kelly AuCoin în rolul adjunctul procurorului general Maroney
- Cotter Smith în rolul William Macomber
- Jennifer Dundas în rolul Liz Hylton

## Producție
În octombrie 2016, Amy Pascal a câștigat o licitație pentru drepturile scenariului The Post, scris de Liz Hannah. În februarie 2017, Steven Spielberg a oprit pre-producția la Răpirea lui Edgardo Mortara după apariția unor obstacole în ceea ce privește actorii și a devenit interesat de alte filme potențiale. În luna următoare, s-a anunțat că Spielberg se afla în negocieri pentru a regiza și produce filmul, cu Meryl Streep și Tom Hanks aflați în discuții pentru rolurile lui Katharine Graham și Ben Bradlee. The Post este primul film în care Spielberg, Streep și Hanks au lucrat împreună.
Spielberg a citit scenariul și a decis să regizeze filmul cât mai curând posibil, spunând „când am citit prima schiță a scenariului, nu era ceva care să aștepte trei ani sau doi ani - aceasta a fost o poveste pe care am simțit că trebuie să o spunem azi.” Spielberg a lucrat la The Post, în timp ce a continuat lucrările de post-producțiela Ready Player One, o situație familiară acestuia, producând în același timp, la începutul anilor 1990, Jurassic Park și Lista lui Schindler. Josh Singer a fost angajat să reScrie scenariul cu zece săptămâni înainte de începerea filmărilor.
O dată cu începerea filmărilor, o serie de personalități de la New York Times care au fost asociate cu cazul Pentagon Papers - printre care James Greenfield, James Goodale, Allan Siegal și Max Frankel - s-au opus producției filmului datorită lipsei accentuării în scenariu a rolului New York Times în expunerea poveștii. Goodale, care era în acel moment consilierul intern al lui Times, a numit mai târziu filmul „un film bun, dar cu o poveste greșită”.

### Filmările
Filmările au început la New York pe 30 mai 2017. La 6 iunie 2017, s-a anunțat că proiectul, redenumit The Papers, îi va include și pe Alison Brie, Carrie Coon, David Cross, Bruce Greenwood, Tracy Letts, Bob Odenkirk, Sarah Paulson, Jesse Plemons, Matthew Rhys, Michael Stuhlbarg, Bradley Whitford și Zach Woods. Pe 25 august 2017, titlul filmului redevenit The Post. Spielberg a terminat filmările la 6 noiembrie 2017, iar muzica a fost adăugată o săptămână mai târziu, pe 13 noiembrie.

### Muzica
Muzica pentru film a fost scrisă de John Williams; este cea de-a 28-a colaborare cu Spielberg. Muzica este o combinație de instrumentație tradițională orchestrală și ceea ce Williams a numit „efecte electronice foarte ușor computerizate”. Williams a fost inițial angajat să scrie muzica pentru Ready Player One, dar, pentru că ambele filme aveau programări de post-producție similare Williams a ales să lucreze la The Post, în timp ce Alan Silvestri a compus pentru Ready Player One. Spielberg a spus că The Post a fost un exemplu rar în care a mers la sesiunile de înregistrare „fără să fi auzit o notă” în prealabil.
Înregistrarea a început la 30 octombrie 2017 în Los Angeles. Coloana sonoră a fost lansată digital de Sony Classical Records pe 22 decembrie 2017 și în formă fizică pe 12 ianuarie 2018.

## Primire

### Box office
The Post a încasat 81,9 milioane dolari în Statele Unite și Canada și 95,8 milioane în alte teritorii, pentru un total în valoare de 177,7 milioane de dolari, față de un buget de producție de 50 milioane de dolari.
În timpul lansării limitate la sfârșit de săptămână, 22-24 decembrie, acesta a încasat 526.011 dolari (și un total de 762.057 dolari pe sfârșitul de săptămână de Crăciun de patru zile) din nouă cinematografe. În următorul sfârșit de săptămână, filmul a încasat 561.080 de dolari pentru o medie pe cinematograf de 62.342 de dolari, una dintre cele mai ridicate din anul 2017. Filmul a avut o lansare mai mare și a câștigat în jur de 20 de milioane de dolari din 2.819 de cinematografe. În prima sa zi a câștigat 5,9 milioane de dolari și 18,6 milioane de dolari în sfârșitul de săptămână, terminând pe locul al doilea în box-office în spatele filmului Jumanji: Bine ați venit în junglă.

### Răspunsul criticilor
Pe agregatorul de recenzii Rotten Tomatoes, filmul are un rating de 88% bazat pe 328 recenzii, cu un rating mediu de 7,9/10. Consensul critic al site-ului spune: „Perioada când are loc acțiunea maschează temelor sale îndrăznețe, aduse în mod convingător la viață de regizorul Steven Spielberg și de o distribuție remarcabilă.” Pe Metacritic, care atribuie o notă normalizată a recenziilor, filmul are un scor mediu ponderat de 83 din 100, bazat pe 51 de critici, indicând „recunoașterea universală”. Audiențele sondate de CinemaScore au dat filmului o notă medie de "A" pe o scară de la A+ la F, în timp ce PostTrak a raportat că 63% dintre membrii publicului au dat filmului o notă „cu siguranță de recomandat”.